# Charles Metcalfe
Pour les articles homonymes, voir Metcalfe.
Charles Theophilus Metcalfe, 1er baron Metcalfe, né le 30 janvier 1785 à Calcutta et mort le 5 septembre 1846 à Oakley, est un administrateur colonial britannique. Il est tour à tour gouverneur général des Indes, gouverneur de la Jamaïque et gouverneur général de la Province du Canada.

## Biographie

### Jeunesse et carrière aux Indes
À Calcutta nait Charles Theophilus, second fils de Thomas Theophilus Metcalfe, 1er baronnet, alors major dans l'armée du Bengale, qui vient d'abord venu en Inde en 1767 comme cadet de l'armée du roi, puis devint baronnet, policier militaire, et directeur de la Compagnie anglaise des Indes orientales.
Il étudie au Eton College et en 1800 il part en Inde travailler comme secrétaire au service de la compagnie. À l'âge de 19 ans, il est placé comme assistant politique du général Lake qui dirige alors une campagne finale de la deuxième guerre Anglo-Marathe contre les Holkar.
En 1808, il est choisi par Lord Minto pour le poste d'ambassadeur à la cour de Ranjît Singh à Lahore; là, le 25 avril 1809, il conclut l'important traité sécurisant l'indépendance des États Sikhs entre le Sutlej et le Yamunâ. Quatre ans plus tard, il est placé résident à Delhi, et en 1819 il reçoit de Warren Hastings la charge de secrétaire du secret and political department (en). De 1820 à 1825, Charles (qui succède à son frère dans la baronnie en 1822) est résident à la cour de Nizam, et par la suite est rappelé d'urgence à son poste précédent à Delhi.

#### Gouverneur d'Agra
Le 14 novembre 1834 il est nommé au poste de Gouverneur de la Présidence d'Agra où il sert plus de quatre mois jusqu'au 20 mars 1835.

#### Gouverneur général
En 1827, il obtient un siège au conseil suprême, et en mars 1835, après qu'il a agi comme premier gouverneur de la nouvelle présidence d'Âgrâ, il succède provisoirement à Lord William Bentinck comme Gouverneur général du Bengale (1835-36). Durant son court mandat (il quitte après un an) il prend plusieurs mesures importantes, incluant celles pour la liberté de presse qui, bien que populaire, complique ses relations avec les directeurs et l'amène à quitter la compagnie en 1838.

#### Lieutenant-gouverneur des Provinces du Nord-Ouest
Il est Lieutenant-gouverneur des Provinces du Nord-Ouest du 1er juin 1836 au 1er juin 1838.

### Gouverneur de la Jamaïque

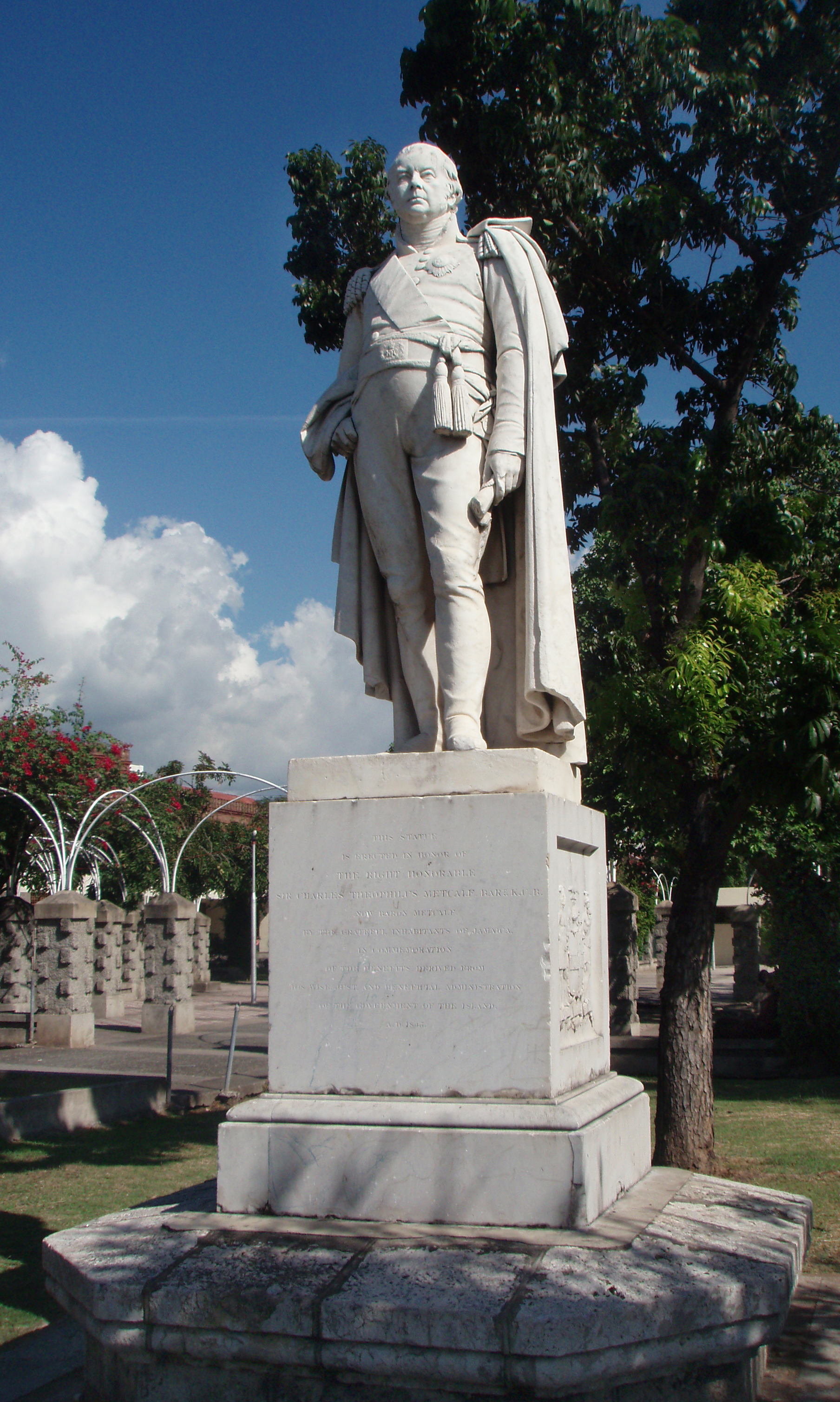
Monument à Charles Metcalfe dans la capitale jamaïcaine, Kingston

L'année suivante, il est placé par l'administration de Melbourne au gouvernement de la Jamaïque, où les difficultés créées par le récent passage du Negro Emancipation Act ont demandé un niveau élevé de tact et d'adresse. Le succès de Metcalfe dans cette position délicate est très marqué, mais malheureusement sa santé le force à démissionner et retourner en Angleterre en 1842.

### Gouverneur général de la Province du Canada
Six mois plus tard, il est placé par l'administration Peel au poste de Gouverneur général de la Province du Canada et Lieutenant-gouverneur du Canada-Ouest et Canada-Est de 1843 à 1845 avec consigne de résister au développement d'un gouvernement responsable. Un conflit émerge bientôt entre Metcalfe et les leaders de l'assemblée législative, Robert Baldwin et Louis-Hippolyte La Fontaine. Bien qu'il souffre d'un cancer qui empire, il combat pour préserver les prérogatives de la Couronne et le contrôle du gouverneur sur l'administration. Il n'a jamais à faire quelque concession pour gagner des appuis, et le geste plus notable est de persuader le Colonial Office de donner l'amnistie aux rebelles de 1837-38, et d'abandonner l'anglicisation forcée de la population francophone.

## Hommages
Sont nommés en son honneur :
- Metcalfe, village de l'Ontario ;
- Metcalfe, localité du Victoria ;
- Rue Metcalfe, Montréal